# Argenvilliers
Argenvilliers is een gemeente in het Franse departement Eure-et-Loir (regio Centre-Val de Loire) en telt 362 inwoners (2004). De plaats maakt deel uit van het arrondissement Nogent-le-Rotrou.

## Geografie
De oppervlakte van Argenvilliers bedraagt 18,8 km²; de bevolkingsdichtheid is 19,3 inwoners per km².
De onderstaande kaart toont de ligging van Argenvilliers met de belangrijkste infrastructuur en aangrenzende gemeenten.

## Demografie
Onderstaande figuur toont het verloop van het inwonertal (bron: INSEE-tellingen).